# 石橋義三
石橋義三（いしばし よしみ，1949年11月13日—）是一位日本的專業賽車手，出生於日本東京。石橋從1994年開始參加全日本GT錦標賽，並於1995年贏得了GT-2級的冠軍。自1996年開始，石橋參加GT300級，在最近的賽季中為「外國屋隊」(Gaikokuya)比賽。
石橋義三同時也是目前日本年紀最大的賽車選手。